# Тагамлыкское
Тагамлыкское (укр. Тагамлицьке) — посёлок,
Голобородьковский сельский совет,
Карловский район,
Полтавская область,
Украина.
Код КОАТУУ — 5321681203. Население по переписи 2001 года составляло 397 человек.

## Географическое положение
Посёлок Тагамлыкское находится в 1,5 км от правого берега реки Тагамлык,
ниже по течению на расстоянии в 1,5 км расположено село Григоровка (Машевский район).
По посёлку протекает пересыхающий ручей с запрудой.
Рядом проходит автомобильная дорога Р-11.